# لیلستروم، نروژ

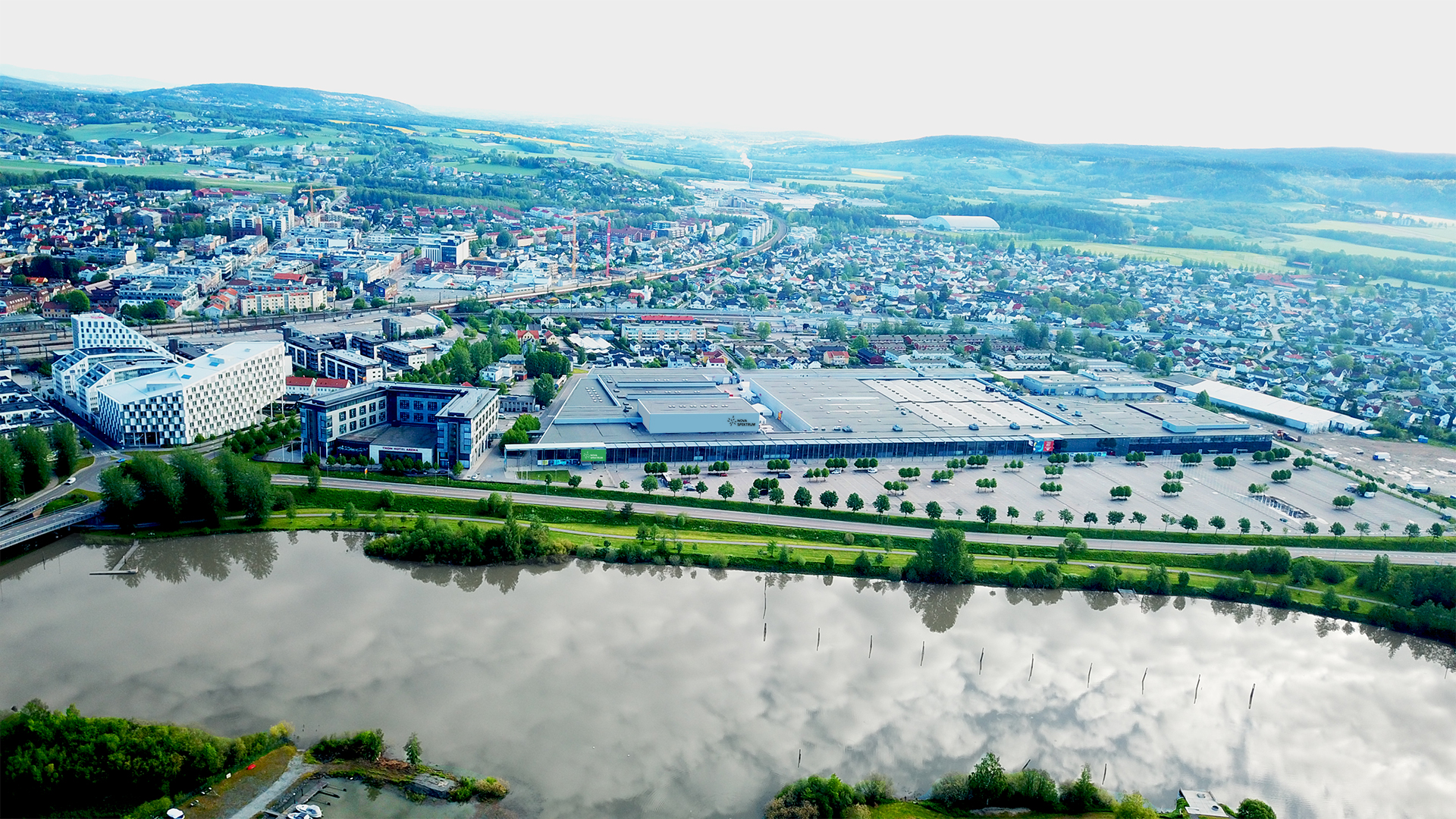
نمایی از لیلستروم در وایکن کانتی، نروژ – ۲۰۲۲

لیلستروم (به لاتین: Lillestrøm) یک شهرداری در نروژ است که در وایکن کانتی واقع شده‌است. لیلستروم ۴۵۶٫۶۱ کیلومتر مربع مساحت و ۸۵٬۷۵۷ نفر جمعیت دارد.